# Proyecto Bibliotecas Libres
El Proyecto Bibliotecas Libres es una organización sin fines de lucro con sede en Pensilvania (Estados Unidos) y filiales en Canadá y México.

## Historia
Fundada el 16 de marzo de 2015, es una organización profesional de bibliotecas con una red de bibliotecarios activistas impulsados para trabajen juntos para construir la democracia de la información.
En enero de 2015, Proyecto Bibliotecas Libres recibió una subvención de $244 700 de la Fundación Knight.Luego, en enero de 2016, recibió $50 000 del Fondo de Derechos de Privacidad del Consumidor de la Fundación Rose.
Para 2022, el Proyecto Bibliotecas Libres amplió su base de financiación al conseguir un millón de dólares de la Fundación Mellon en el marco de su Programa de Conocimiento Público.
También en marzo de 2016, se estableció el primer Tor en una biblioteca  en la Universidad de Western Ontario en Canadá.
En marzo de 2016, el Proyecto Bibliotecas Libresre cibió el Premio de Software Libre 2015 para Proyectos de Beneficio Social de la Fundación por el Software Libre en el MIT.
Su directora es Alison Macrina y subdirectora es Tess Wilson.